# Strikeforce: Triple Threat
Strikeforce: Triple Threat foi o quarto evento de artes marciais mistas promovido pelo Strikeforce. O evento aconteceu no HP Pavilion em San Jose, California em 8 de dezembro de 2006. O card principal contou com a estréia no Strikeforce de Gina Carano.